# Penka Metodiewa
Penka Metodiewa (bułg. Пенка Методиева; ur. 12 października 1950 w Perniku) – bułgarska koszykarka, dwukrotna medalistka olimpijska. 
Uczestniczka turniejów eliminacyjnych do igrzysk olimpijskich w Montrealu i Moskwie. Dwukrotna olimpijka, w 1976 zajęła wraz z drużyną narodową trzecie miejsce; Metodiewa zdobyła na tym turnieju 33 punkty. W Moskwie w 1980 zdobyła wicemistrzostwo olimpijskie uzyskując 35 punktów.
Wielokrotna uczestniczka mistrzostw Europy. W 1969 roku zdobyła srebrny medal na juniorskich mistrzostwach Europy (dwa lata wcześniej zajęła czwarte miejsce), już rok później uczestniczyła w seniorskich mistrzostwach Europy, na których Bułgaria znalazła się tuż za podium. 
W 1972 zdobyła srebrny medal na mistrzostwach kontynentu, uczestniczyła także w Eurobasketach w 1974 (piąte miejsce), 1976 (trzecie miejsce) i 1978 (siódme miejsce).